# Onthophagus mindanaoensis
Onthophagus mindanaoensis är en skalbaggsart som beskrevs av Frey 1971. Onthophagus mindanaoensis ingår i släktet Onthophagus och familjen bladhorningar. Inga underarter finns listade i Catalogue of Life.